# Zinkgruppe
| Gruppe  | 12     |
| Periode |        |
| 4       | 30 Zn  |
| 5       | 48 Cd  |
| 6       | 80 Hg  |
| 7       | 112 Cn |

In der 12. Gruppe des Periodensystems sind die Elemente Zink, Cadmium und Quecksilber und das erstmals 1996 hergestellte Element 112 Copernicium enthalten. Die Gruppe wird oft auch als Zinkgruppe oder als 2. Nebengruppe (nach CAS als IIB) bezeichnet.

## Eigenschaften
Die Metalle Zink und Cadmium sind sich physikalisch und chemisch sehr ähnlich, zu Quecksilber gibt es deutliche Unterschiede. Zink ist für den Menschen ein Spurenelement, während Cadmium und Quecksilber für den Menschen sehr giftig sind.
Von Zink bis Quecksilber nimmt die Dichte zu, während die Schmelzpunkte und -temperaturen sowie die Siedepunkte und Verdampfungstemperaturen entgegen dem Trend der Nebengruppen 3 bis 10 abnehmen. Die Metalle sind insgesamt niedrig schmelzend (Schmelzpunkt Zink: 419 °C, vgl. der von Kupfer 1084 °C), wobei Quecksilber schon bei Raumtemperatur flüssig ist (Schmelzpunkt −39 °C). Die chemische Reaktivität nimmt von Zink zu Quecksilber deutlich ab.
Die allgemeine Elektronenkonfiguration dieser Gruppe ist (n-1)d10 ns2 (vergleiche mit 2. Hauptgruppe (n-1)p6 ns2). Es gibt voll besetzte s-, p-, d- und f-Unterschalen. Die Metalle der Zinkgruppe sind somit keine Übergangsmetalle im eigentlichen Sinne, werden aber trotzdem dazu gezählt. Die stabilste Oxidationszahl ist +2, für Quecksilber ist auch +1 relevant.

Die Metalle
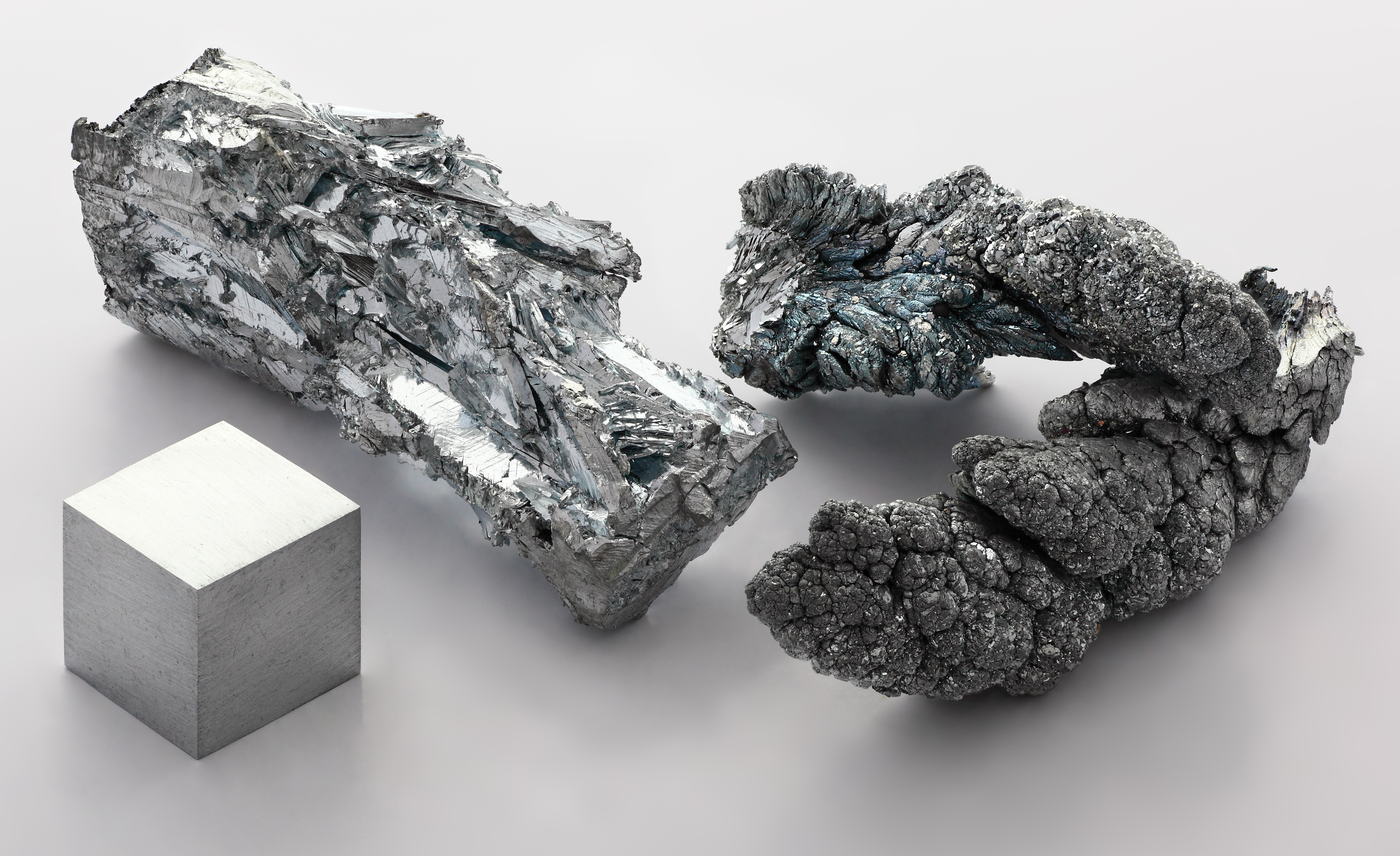
Zink
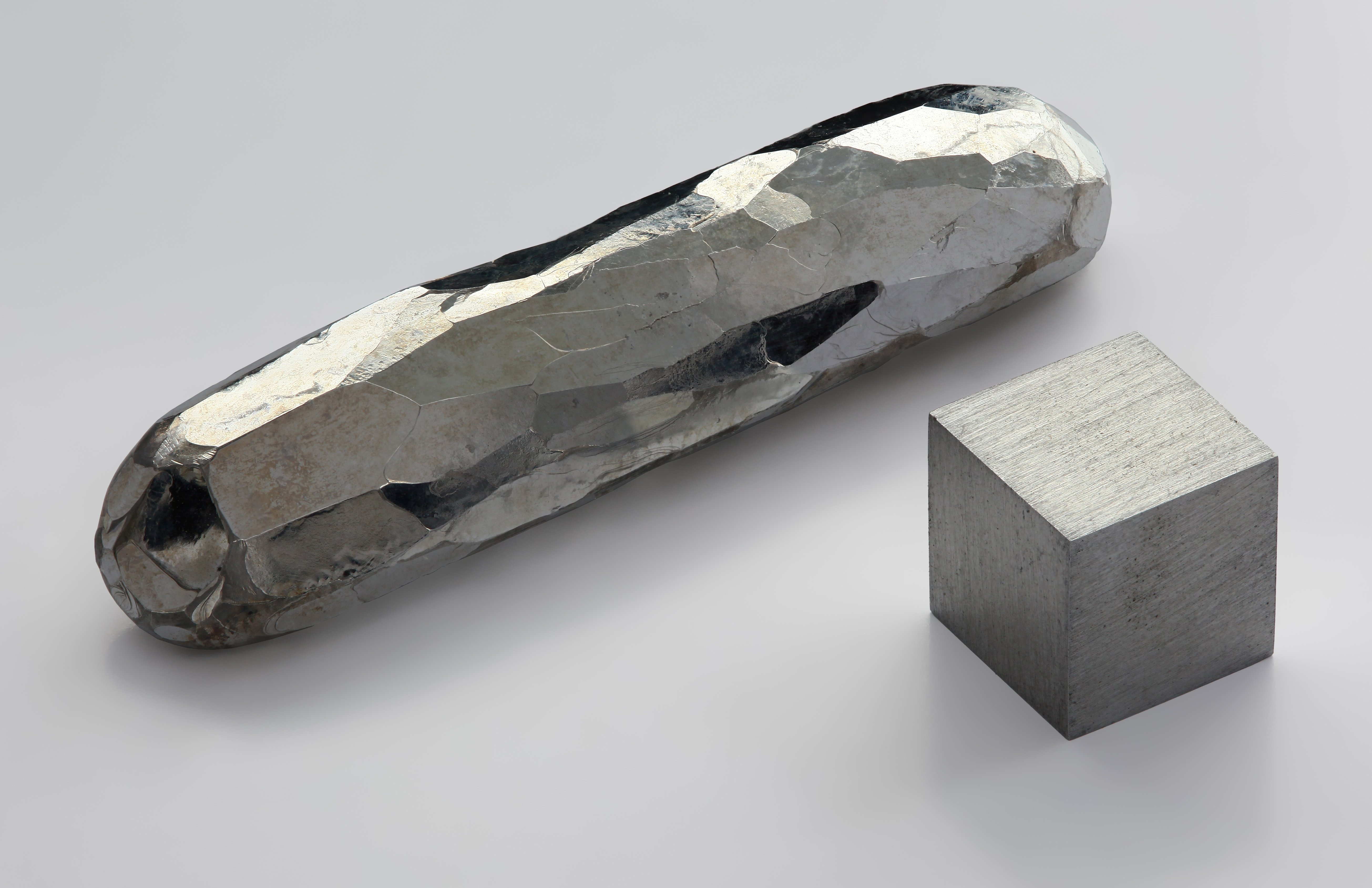
Cadmium
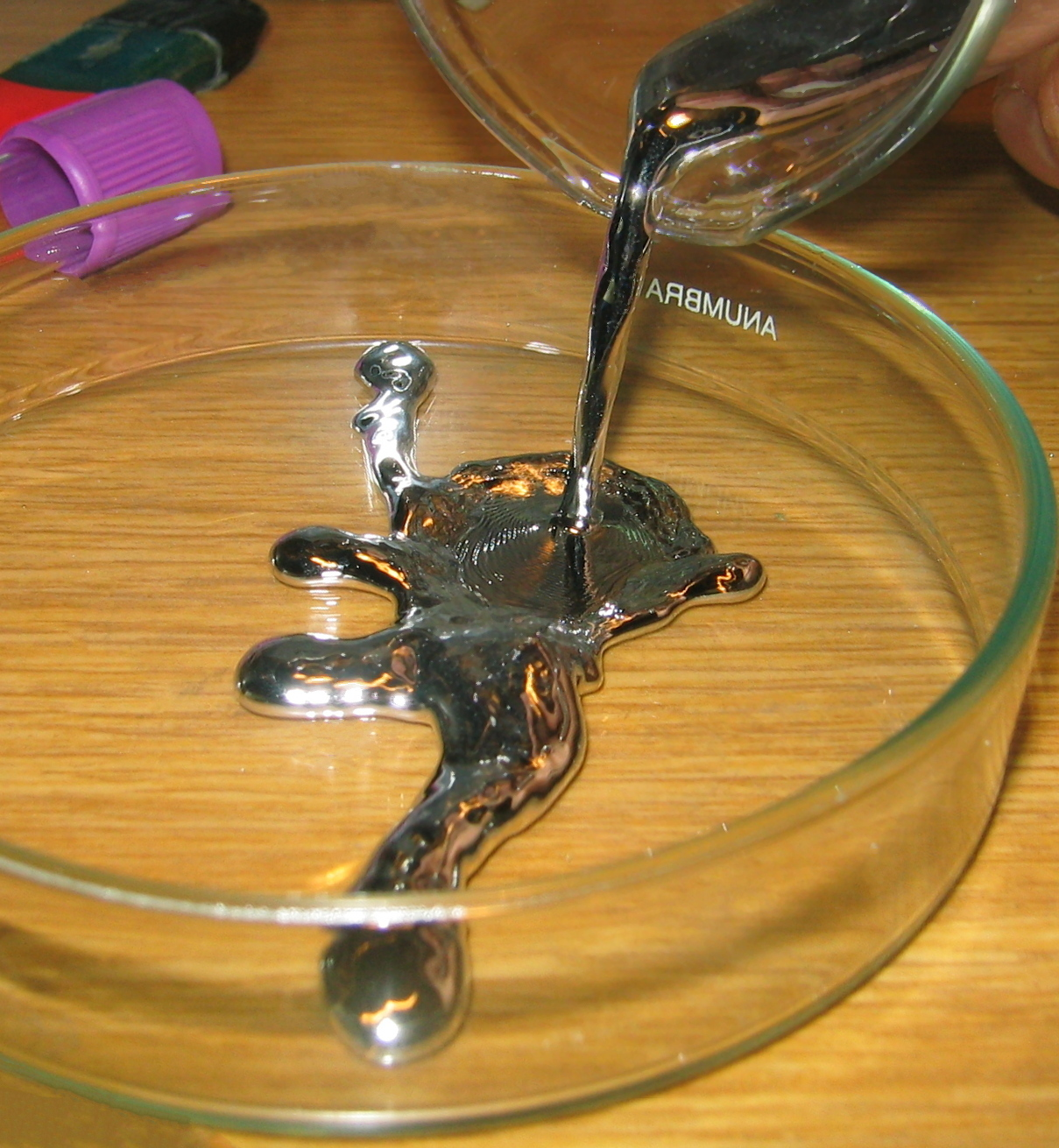
Quecksilber

## Vorkommen und Gewinnung
Zink kommt mit einer relativen Häufigkeit von 7 · 10−3 % in der Erdkruste vor, Cadmium mit 2 · 10−5 %. Häufig kommen die Elemente der Zinkgruppe als Sulfide vor. Man spricht dann auch von Zinkblenden. Um die Elemente zu gewinnen, werden die Sulfide zunächst geröstet, anschließend mit Kohlenstoff reduziert und schließlich destilliert.